# La noche (película de 2016)
La noche es una película de Argentina filmada en colores dirigida por Edgardo Castro sobre su propio guion que se estrenó el 1 de diciembre de 2016 y tuvo como actores principales a Edgardo Castro,  Paula Ituriza y  Dolores Guadalupe Olivares.

## Sinopsis
La película sigue a un hombre en sus 40 durante una serie de salidas en busca de sexo casual con otros hombres  y altos consumos de alcohol y cocaína y también en su relación con una mujer transexual cercana a la amistad.

## Reparto
Participaron del filme los siguientes intérpretes:
- Edgardo Castro	...	Martin
- Paula Ituriza...	Karina
- Dolores Guadalupe Olivares...	Guadalupe
- Federico Figari
- Luis Leiva
- William Prociuk

## Comentarios
Diego Batlle en La Nación opinó:

”na acumulación de excesos que está narradas con una potencia y credibilidad que remiten a los mejores pasajes del cine de José Celestino Campusano y con una crudeza sin sensacionalismo ni regodeos estilísticos…Se trata de un film que fascinará a algunos (porque aborda esas situaciones extremas con absoluta naturalidad, sin estigmatizaciones sociales ni sexuales y hasta con un dejo de lirismo con un muy emotivo desenlace), pero que también irritará a muchos otros, que la encontrarán intolerable, la catalogarán como una obra pornográfica y abandonarán indignados la sala.

Paraná Sendrós wn Ámbito Financiero escribió:

”Esta es una película para gente de muy buena vista, porque casi todo transcurre a media luz, o aún menos. En cuanto al contenido, es lo que las viejas de antes llamarían asqueroso, las de ahora desagradable, y las más curtidas, simplemente aburrido. Precisamente, ha tenido buena repercusión en festivales donde está de moda elogiar lo asqueroso, desagradable y aburrido. E inexpresivo, esto también es una marca de estilo (y de moda) en esos lares….135 interminables, monótonos y oscuros minutos. Autor, libretista, productor e intérprete con el pitulín al aire, Edgardo Castro…Y lo alientan quienes hablan de polémica, escándalo, mentes libres, "una cámara tan curiosa como audaz" y demás carnadas artificiales.”

## Premios y nominaciones en el cine
Recibió los siguientes premios y nominaciones por su labor en el cine:
Asociación de Cronistas Cinematográficos de la Argentina Premios 2017
- La noche, nominada al Premio Cóndor de Oro a la Mejor Ópera Prima

Buenos Aires Festival Internacional de Cine Independiente 2016
- La noche, nominada al Premio a la Mejor Película en la competición internacional.

Festival Internacional de Cine LGBT de Tel Avid 2017
- La noche, premiada con una Mención honorable en el rubro mejor película de ficción.